# Les Dieux du surf
Pour plus de détails, voir Fiche technique et Distribution.
Les Dieux du surf (In God's Hands) est un film américain réalisé par Zalman King, sorti en 1998.

## Synopsis
Trois amis partent à l'aventure sillonnant la planète pour dénicher les meilleurs spot pour surfer ; au cours de leur périple , ils rencontrent différentes personnes 

## Fiche technique
- Titre original : In God's Hands
- Titre français : Les dieux du surf
- Réalisation : Zalman King
- Scénario : Zalman King et Matt George
- Production : Tom Stern
- Société de distribution : Sony Pictures Entertainment et TriStar
- Budget :  1,379,977 million de Dollars
- Photographie : John B. Aronson
- Montage : John B. Aronson
- Pays d'origine :  États-Unis
- Langue : anglais
- Format : couleurs - 2,35:1 / Dolby Digital / SDDS - 35 mm
- Genre : Sport Extrême
- Durée : 96 minutes
- Dates de sortie :  États-Unis : 24 avril 1998[1]

## Distribution
- Shane Dorian : Shane
- Matt George : Mickey
- Matty Liu : Keoni
- Shaun Tomson :
- Maylin Pultar : Serena
- Bret Michaels : Phillips
- Brian L. Keaulana : Brian Deegan
- Darrick Doerner : Darrick
- Pete Cabrinha : Pete
- Rush Randle : Rush
- Mike Stewart : Stewart
- Brock Little : Brock
- Tom Stern : le père de Shane
- Amy Hathaway : la fille dans le train
- Camerina Arvizu : Maria
- Brion James : le Capitaine

## Lieux de tournage
Bali, Indonesie
Long Beach California
Ensenada, Baja California Norte, Mexique

Pacific Ocean
Maui, Hawaii, USA
Los Angeles, California, USA
O'ahu, Hawaii, USA